# Goplana andina
Goplana andina är en svampart som beskrevs av Syd. 1939. Goplana andina ingår i släktet Goplana och familjen Chaconiaceae.   Inga underarter finns listade i Catalogue of Life.